# Liga de Basquete Feminino de 2011–12
A Liga de Basquete Feminino de 2011-12 (LBF) (2ª edição) foi um torneio organizado pela Confederação Brasileira de Basketball, realizado a partir de 10 de dezembro de 2011. Foi conhecido como Campeonato Brasileiro de Basquete Feminino de 1998 até 2008. Em 2009 foi criada a Liga de Basquete Feminino (LBF) mantendo os mesmos moldes com a tentativa de crescer a visibilidade do basquete feminino no Brasil com novas parcerias e patrocinadores.

## Participantes
- Americana/Unimed
- Basquete Clube Araçatuba
- Blumenau/Vasto Verde
- Catanduva/Poty/Unimed
- Maranhão Basquete
- Centro Esportivo Ourinhos
- Santo André/Semasa
- São Caetano/Drummond
- São José/Shopping Colinas

## Regulamento

### Fórmula de Disputa
O Campeonato Brasileiro de Basquete Feminino é disputado por 9 equipes em duas fases:
- Fase Classificatória: As 9 equipes disputaram partidas em um sistema de turno e returno, em que enfrentaram todos os adversários em seu mando de quadra e fora dele.
- Playoffs: As oito equipes classificadas jogaram num sistema mata-mata, dividida em 3 partes:
  - Quartas-de-final: Se enfrentam os classificados (1º x 8º), (2º x 7º), (3º x 6º) e (4º x 5º) da fase classificatória.
  - Semifinais: (1º ou 8º x 4º ou 5º) e (2º ou 7º x 3º ou 6º)
  - Final: Os vencedores das chaves acima.

### Critérios de Desempate
1º: Confronto Direto

2º: Saldo de cestas dos jogos entre as equipes

3º: Melhor cesta average (Se o empate foi entre duas equipes)

4º: Sorteio

### Pontuação
Vitória: 2 pontos

Derrota: 1 ponto

Não Comparecimento: 0 pontos

## Fase classificatória
| Campeonato Brasileiro de Basquete Feminino 2011-12 | Campeonato Brasileiro de Basquete Feminino 2011-12 | Campeonato Brasileiro de Basquete Feminino 2011-12 | Campeonato Brasileiro de Basquete Feminino 2011-12 | Campeonato Brasileiro de Basquete Feminino 2011-12 | Campeonato Brasileiro de Basquete Feminino 2011-12 | Campeonato Brasileiro de Basquete Feminino 2011-12 | Campeonato Brasileiro de Basquete Feminino 2011-12 | Campeonato Brasileiro de Basquete Feminino 2011-12 | Campeonato Brasileiro de Basquete Feminino 2011-12 |
| Times                                              | Times                                              | %                                                  | Pts                                                | J                                                  | V                                                  | D                                                  | PP                                                 | PC                                                 | Average                                            |
| -------------------------------------------------- | -------------------------------------------------- | -------------------------------------------------- | -------------------------------------------------- | -------------------------------------------------- | -------------------------------------------------- | -------------------------------------------------- | -------------------------------------------------- | -------------------------------------------------- | -------------------------------------------------- |
| 1                                                  | Americana                                          | 100,0                                              | 32                                                 | 16                                                 | 16                                                 | 0                                                  | 1273                                               | 902                                                | 1,41                                               |
| 2                                                  | Ourinhos                                           | 75,0                                               | 28                                                 | 16                                                 | 7                                                  | 2                                                  | 1109                                               | 978                                                | 1,13                                               |
| 3                                                  | Catanduva                                          | 62,5                                               | 26                                                 | 16                                                 | 10                                                 | 6                                                  | 1066                                               | 970                                                | 1,09                                               |
| 4                                                  | São José                                           | 62,5                                               | 26                                                 | 16                                                 | 10                                                 | 6                                                  | 1083                                               | 1054                                               | 1,02                                               |
| 5                                                  | Santo André                                        | 56,3                                               | 25                                                 | 16                                                 | 9                                                  | 7                                                  | 1137                                               | 1075                                               | 1,05                                               |
| 6                                                  | Maranhão                                           | 37,5                                               | 22                                                 | 16                                                 | 6                                                  | 10                                                 | 1122                                               | 1173                                               | 0,95                                               |
| 7                                                  | Blumenau                                           | 31,3                                               | 21                                                 | 16                                                 | 5                                                  | 11                                                 | 997                                                | 1149                                               | 0,86                                               |
| 8                                                  | BC Araçatuba                                       | 25,0                                               | 20                                                 | 16                                                 | 4                                                  | 12                                                 | 1006                                               | 1142                                               | 0,88                                               |
| 9                                                  | São Caetano                                        | 00,0                                               | 16                                                 | 16                                                 | 0                                                  | 16                                                 | 864                                                | 1214                                               | 0,71                                               |

## Fase final
|  | Quartas-de-Final | Quartas-de-Final | Quartas-de-Final | Quartas-de-Final | Quartas-de-Final | Quartas-de-Final | Quartas-de-Final | Quartas-de-Final |   |           | Semifinais | Semifinais | Semifinais | Semifinais | Semifinais | Semifinais | Semifinais | Semifinais |  |  | Final | Final     | Final | Final | Final | Final | Final | Final |
|  |                  |                  |                  |                  |                  |                  |                  |                  |   |           |            |            |            |            |            |            |            |            |  |  |       |           |       |       |       |       |       |       |
|  | 1                | Americana        | 67               | 95               | –                | –                | –                | 2                |   |           |            |            |            |            |            |            |            |            |  |  |       |           |       |       |       |       |       |       |
|  | 8                | BC Araçatuba     | 52               | 65               | –                | –                | –                | 0                |   |           |            |            |            |            |            |            |            |            |  |  |       |           |       |       |       |       |       |       |
|  | 8                | BC Araçatuba     | 52               | 65               | –                | –                | –                | 0                |   | 1         | Americana  | 85         | 62         | 79         | –          | –          | 2          |            |  |  |       |           |       |       |       |       |       |       |
|  |                  |                  |                  |                  |                  |                  |                  |                  |   | 1         | Americana  | 85         | 62         | 79         | –          | –          | 2          |            |  |  |       |           |       |       |       |       |       |       |
|  |                  | 5                | Santo André      | 83               | 65               | 62               | –                | –                | 1 |           |            |            |            |            |            |            |            |            |  |  |       |           |       |       |       |       |       |       |
|  | 4                | 5                | Santo André      | 83               | 65               | 62               | –                | –                | 1 | São José  | 57         | 70         | 69         | –          | –          | 1          |            |            |  |  |       |           |       |       |       |       |       |       |
|  | 4                |                  |                  |                  |                  |                  |                  |                  |   | São José  | 57         | 70         | 69         | –          | –          | 1          |            |            |  |  |       |           |       |       |       |       |       |       |
|  | 5                | Santo André      | 75               | 69               | 76               | –                | –                | 2                |   |           |            |            |            |            |            |            |            |            |  |  |       |           |       |       |       |       |       |       |
|  |                  |                  |                  |                  |                  |                  |                  |                  |   |           |            |            |            |            |            |            |            |            |  |  | 1     | Americana | 85    | 69    | –     | 2     |       |       |
|  |                  |                  | 3                | Ourinhos         | 80               | 61               | –                | 0                |   |           |            |            |            |            |            |            |            |            |  |  |       |           |       |       |       |       |       |       |
|  | 2                | Ourinhos         | 65               | 64               | –                | –                | –                | 2                |   |           |            |            |            |            |            |            |            |            |  |  |       |           |       |       |       |       |       |       |
|  | 7                | Blumenau         | 56               | 48               | –                | –                | –                | 0                |   |           |            |            |            |            |            |            |            |            |  |  |       |           |       |       |       |       |       |       |
|  | 7                | Blumenau         | 56               | 48               | –                | –                | –                | 0                |   | 2         | Ourinhos   | 72         | 72         | –          | –          | –          | 2          |            |  |  |       |           |       |       |       |       |       |       |
|  |                  |                  |                  |                  |                  |                  |                  |                  |   | 2         | Ourinhos   | 72         | 72         | –          | –          | –          | 2          |            |  |  |       |           |       |       |       |       |       |       |
|  |                  | 3                | Catanduva        | 69               | 70               | –                | –                | –                | 0 |           |            |            |            |            |            |            |            |            |  |  |       |           |       |       |       |       |       |       |
|  | 3                | 3                | Catanduva        | 69               | 70               | –                | –                | –                | 0 | Catanduva | 64         | 65         | 75         | –          | –          | 2          |            |            |  |  |       |           |       |       |       |       |       |       |
|  | 3                |                  |                  |                  |                  |                  |                  |                  |   | Catanduva | 64         | 65         | 75         | –          | –          | 2          |            |            |  |  |       |           |       |       |       |       |       |       |
|  | 6                | Maranhão         | 69               | 59               | 66               | –                | –                | 1                |   |           |            |            |            |            |            |            |            |            |  |  |       |           |       |       |       |       |       |       |

### Premiação
| Campeã da LBF de 2011-12         |
| -------------------------------- |
| Americana (2º título Brasileiro) |